# Campodèids
Els campodèids o campodeids (Campodeidae) són una família d'hexàpodes pertanyents a l'ordre Diplura.

## Característiques
Són pàl·lids i sense ulls, els més grans dels quals assoleixen els 12 mm de longitud, i tenen dos cercs llargs i molt segmentats al final de l'abdomen. No tenen espiracles abdominals.

## Història natural

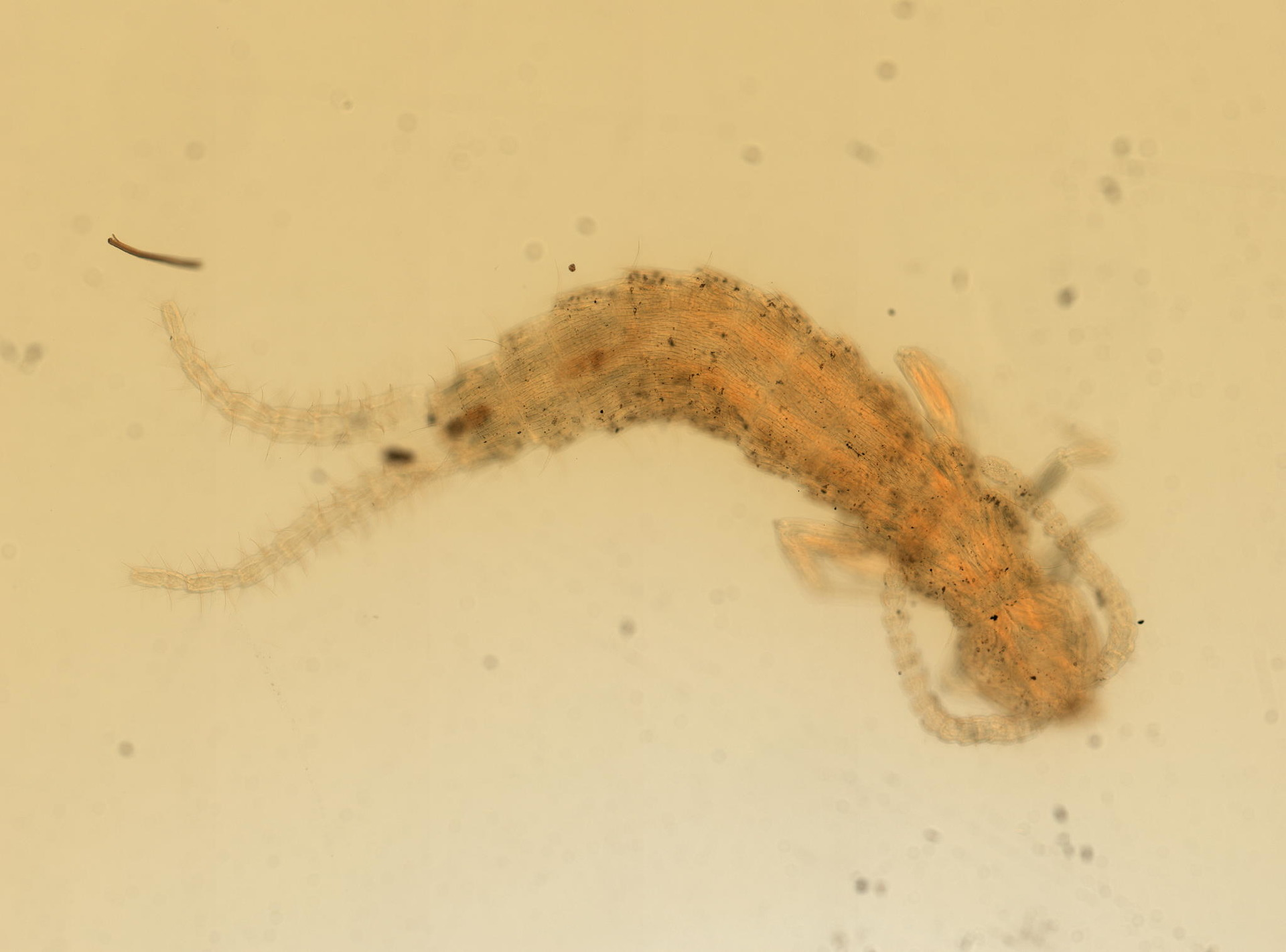
Campodea plusiochaeta

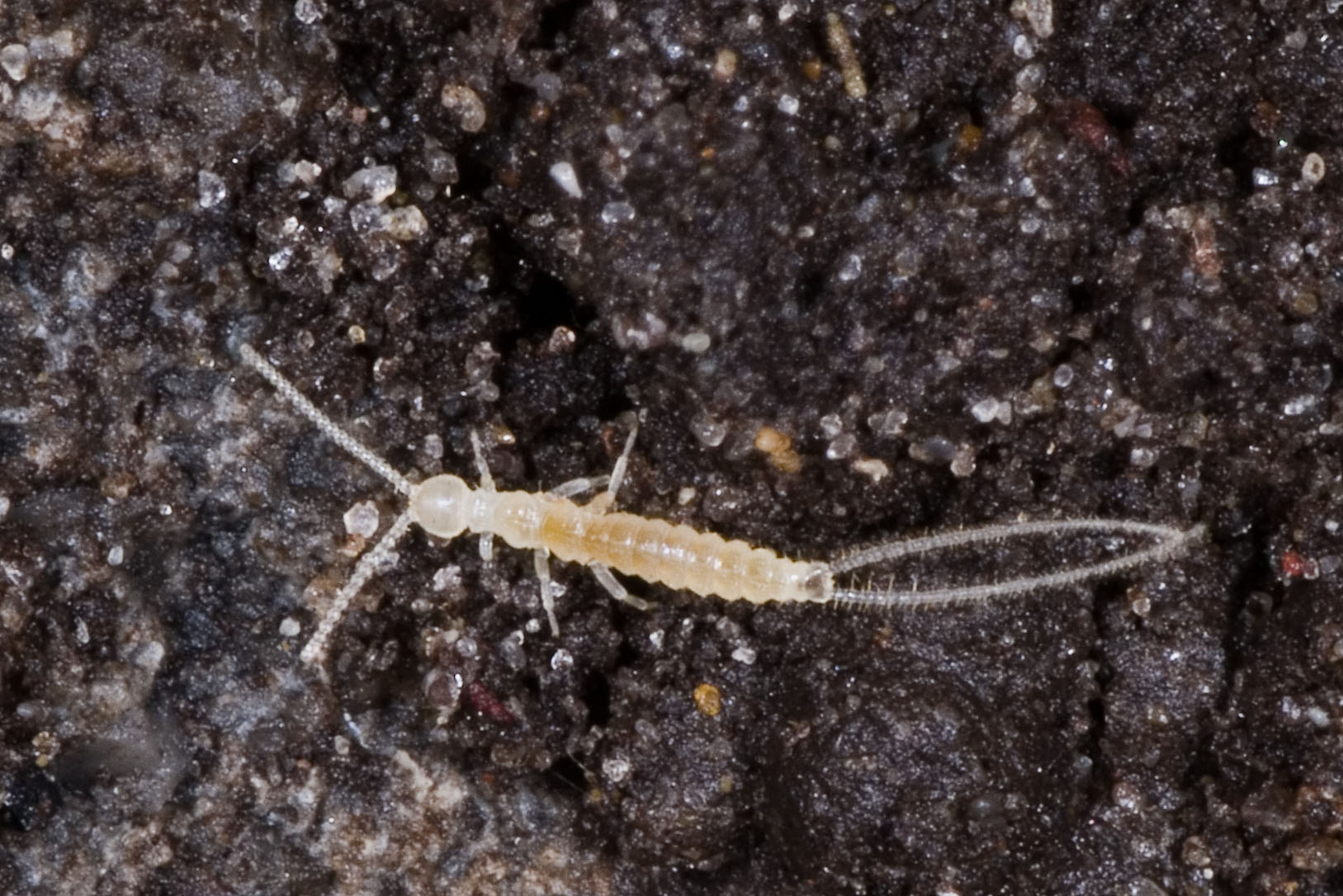
Campodea staphylinus

Les espècies que pertanyen a aquesta família es distribueixen en diferents hàbitats, incloent-hi els subterranis, especialment les coves. Són molt comuns al sòl, però també sota les escorces, la fusta i la vegetació en descomposició.

## Taxonomia
Hi ha almenys 30 gèneres i 280 espècies descrites de Campodeidae:
- Campodea Westwood, 1842 i c g
- Campodella Silvestri, 1913 g
- Cestocampa Conde, 1955 g
- Clivocampa Allen, 1994 i c g
- Condeicampa Ferguson, 1996 i c g
- Edriocampa Silvestri, 1933 g
- Eumesocampa Silvestri, 1933 i c g
- Eutrichocampa Silvestri, 1902 g
- Haplocampa Silvestri, 1912 i c g b
- Helladocampa Conde, 1984 g
- Hemicampa Silvestri, 1911 i c g
- Hystrichocampa Conde, 1948 g
- Juxtlacampa Wygodzinsky, 1944 g
- Lepidocampa Oudemans, 1890 i c g
- Libanocampa Condé, 1955 g
- Litocampa Silvestri, 1933 i c g
- Meiocampa Silvestri, 1933 i c g
- Metriocampa Silvestri, 1911 i c g
- Oncinocampa Conde, 1982 g
- Onychocampodea Pierce, 1951 g
- Orientocampa Allen, 2002 i c g
- Parallocampa Silvestri, 1933 i c g
- Paratachycampa Wygodzinsky, 1944 g
- Patrizicampa Conde, 1956 g
- Plusiocampa Silvestri, 1912 i c g
- Podocampa Silvestri, 1932 i c g
- Remycampa Conde, 1952 g
- Tachycampa Silvestri, 1936 g
- Torocampa Neuherz, 1984 g
- Tricampa Silvestri, 1933 i c g

Fonts de les dades: i = ITIS, c = Catalogue of Life, g = GBIF, b = Bugguide.net